# Laevicardium decorticatum
Laevicardium decorticatum is een uitgestorven tweekleppig weekdier uit de familie der Cardiidae. Fossielen afkomstig uit het Plioceen zijn aangetroffen.